# Talossa
Królestwo Talossa (talossańskie Regipäts Talossán, ang. Kingdom of Talossa) – mikronacja, istniejąca głównie w Internecie jako wirtualne państwo, założona w 1979 roku przez ówczesnego czternastolatka Roberta Ben Madisona z Milwaukee (w stanie Wisconsin). Uznawana jest za pierwszą spośród licznych obecnie internetowych mikronacji i najbardziej znaną wśród nich. Talossa posiada cechy państwa rzeczywistego (spisana własna historia, własny język, rząd, prawodawstwo, obywatele i konstytucja).
„Obywatele” Talossy stwierdzili w 2000 roku, że ich „państwo” przyczyniło się do upowszechnienia w Internecie mikronacji. Ta mikronacja jest przedstawiana jako przykład tworzenia podobnych internetowych bytów państwowych, na przykład podczas planowania projektów w ramach zajęć edukacyjnych w szkołach.

## Historia
Królestwo Talossa, początkowo ograniczone do powierzchni pokoju Madisona, obecnie rości pretensje do obszaru 13 km² w Milwaukee, podzielonego na siedem prowincji (Florencia, Atatürk, Vuode, Maritiimi-Maxhestic, Maricopa, Benito i Fiôvâ), które tworzą GTA (Great Talossan Area). Ósma prowincja to wyspa Cézembre, koło Saint-Malo we Francji. Królestwo Talossa zgłasza też roszczenia do Ziemi Marii Byrd (tzw. Pengöpäts, czyli Kraju Pingwinów).
Każdy nowy obywatel jest przypisany do prowincji zgodnie z jego terenem pochodzenia. Ponadto każda prowincja dzieli się na kantony. Stolicą królestwa jest Abbavilla, która znajduje się w prowincji Atatürk. Mikronacja Talossa jako pierwsza otworzyła specjalne strony internetowe w 1995 roku, zyskując wielu nowych obywateli, zwanych cybercits (skrót od cybercitizens, czyli cyberobywatele). Teraz Talossa ma ponad 200 „mieszkańców”.
Pełnoletniość w Talossa uzyskuje się w wieku 14 lat. Talossa jest rządzona przez parlament (Ziu), podzielony na senat (Senäts, 8 miejsc) i radę (Cosâ, 200 miejsc), gdzie wiek posła nie może przekroczyć 30 lat.

### Dysydenci polityczni
W 2004 roku grupa dysydentów założyła Republikę Talossa, która odłączyła się następnie od Królestwa w kwietniu 2012 roku; kantony Buffonia i Fredericville (Maricopa) i część portu Maxhestic (Maritiimi-Maxhestic) utworzyły nową prowincją Fiôvâ.

## Władze
Obecny król Jan I (John Woolley), wybrany przez referendum w 2007 roku premier Lüc da Schir (MRPT), przewodzi centrolewicowej koalicji, która obejmuje umiarkowaną Partię Radykalną (MRPT), Partię Liberalną, Partię Postępową i Partię Republikańską ZRT.

## Język urzędowy
Językiem urzędowym jest talossański, sztuczny język romański, utworzony na bazie francuskiego i oksytańskiego – niemniej jednak w Talossie w praktyce stosuje się przede wszystkim język angielski.

## Hymn
Hymn państwowy to Chirluscha Al Glheþ („Oda do języka talossańskiego”). Jej wersja angielska Stand Tall, Talossans jest stosowana powszechnie i również traktowana jako oficjalna.